# Antitrogus adustus
Antitrogus adustus är en skalbaggsart som beskrevs av Britton 1978. Antitrogus adustus ingår i släktet Antitrogus och familjen Melolonthidae. Inga underarter finns listade i Catalogue of Life.